# Eurylabus malaisei
Eurylabus malaisei là một loài tò vò trong họ Ichneumonidae.